# De Hoop (Roosendaal)
De Hoop is een korenmolen aan de Willem Elsschotlaan in Roosendaal. Het is een gesloten standerdmolen uit oorspronkelijk 1684. De molen is gedekt met eiken en heeft een vlucht van 24,23/24,36 meter. De molen ziet men vanaf de N262 goed liggen.
De Hoop is een viertal keer verhuisd. Aanvankelijk was de molen gebouwd in Schaarbeek, hij verhuisde in 1783 naar de wijk Helmet, vervolgens in 1885 naar Merksem, en in 1896 naar de Bredaseweg in Roosendaal en ten slotte in 1966 naar zijn huidige plaats, die toen nog buiten de bebouwde kom lag. De storm van 15 januari 1990 veroorzaakte grote schade, die in 1993 weer werd hersteld.
In De Hoop wordt nu op vrijwillige basis graan gemalen. De molen is meestal zondags te bezichtigen.

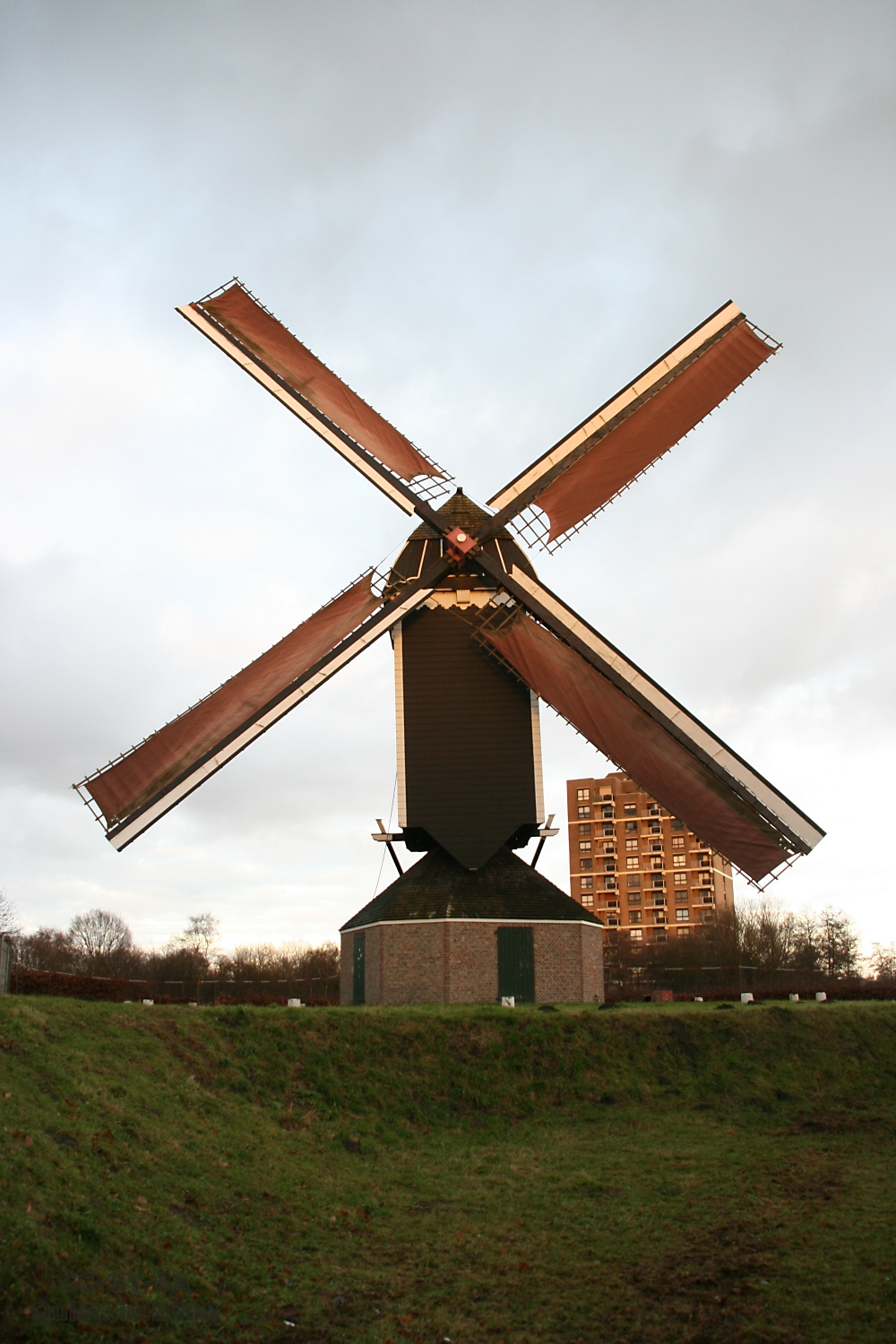
De Hoop met zeilen
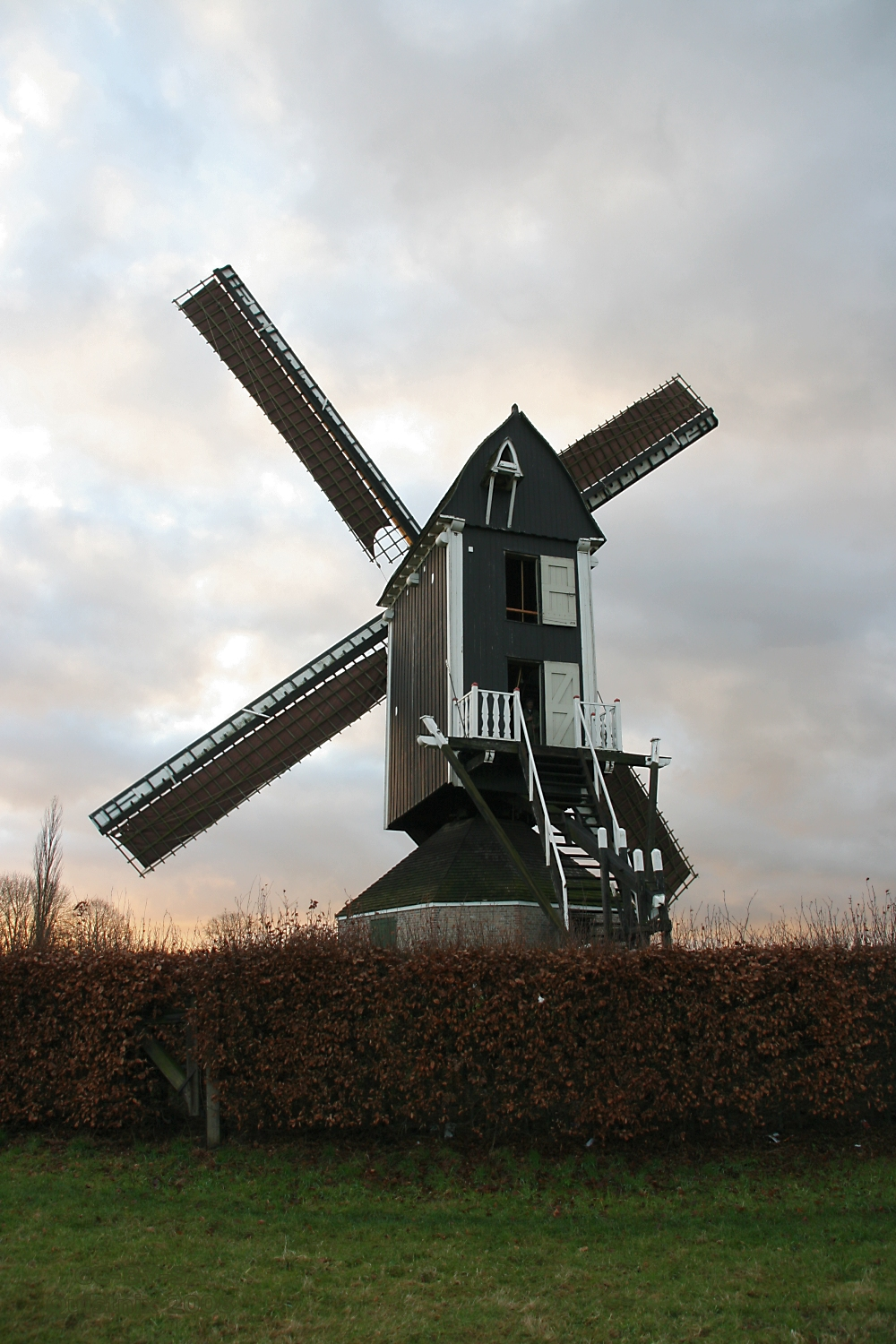
Idem, achteraanzicht